# Eurosport News
Eurosport News war ein 24-Stunden-Sportnachrichtensender in Europa. 
Der Sender war ein reiner Spartensender. Wie auf vergleichbaren Sendern – etwa Sky Sport News – lief auch bei Eurosport News 15-minütige Nachrichtensendungen. Hauptbestandteil waren Analyse, Ergebnisse und Statistiken zu diversen Sportarten, die im unterteilten Bildschirm präsentiert wurden. Die englischen Slogans des Senders „Sport never stops“ und „24 hours a day, 7 days a week. All sports, all emotions“ (2014–2015) charakterisierten zugleich den Programminhalt.